# Gunther Dieterich
Gunther Dieterich (* 22. Mai 1959 in Stuttgart) ist ein deutscher Jurist. Er war von Juni 2016 bis Juli 2025 Richter am Bundesverwaltungsgericht.

## Leben und Wirken
Nach dem Abschluss seiner juristischen Ausbildung im Mai 1988 war Dieterich zunächst als wissenschaftlicher Mitarbeiter an der Universität Marburg tätig. Dort wurde er im Juli 1990 mit der öffentlich-rechtlichen Arbeit Eigentum und Grundwasserschutz: Eine Untersuchung auf der Grundlage der Eigentumsrechtsprechung des Bundesverfassungsgerichts zum Dr. iur. promoviert. Bereits im Mai 1990 hatte er eine Stellung bei der Oberfinanzdirektion Berlin angetreten. Von Juni 1991 bis November 1992 war er als Referent im Bundesministerium der Finanzen tätig. Im Dezember 1993 wurde Dieterich nach einer vorherigen einjährigen Abordnung dorthin zum Richter am Verwaltungsgericht Hannover ernannt. Im August 1994 wechselte er an das Verwaltungsgericht Kassel. Ab Mai 2002 war er Richter am Hessischen Verwaltungsgerichtshof in Kassel.
Im März 2016 wurde Dieterich zum Richter am Bundesverwaltungsgericht gewählt. Er trat seine Stellung zum 8. Juni 2016 an und wurde dem vor allem für Straßen- und Wegerecht, insbesondere erstinstanzliche Klagen gegen Planfeststellungsbeschlüsse für den Bau von Bundesfernstraßen, für das Kommunalabgabenrecht und das Flurbereinigungsrecht zuständigen 9. Revisionssenat des Bundesverwaltungsgerichts zugewiesen. 2024 ist er stellvertretender Vorsitzender des 11. Revisionssenat des Bundesverwaltungsgerichts, dem „Sachen aus dem Gebiet des Rechts des Ausbaues von Energieleitungen einschließlich von Genehmigungen nach dem Bundes-Immissionsschutzgesetz für Anlagen, die dem Betrieb von Energieleitungen dienen“ sowie „Streitigkeiten, die Vorhaben zur Errichtung und zur Anbindung von Terminals zum Import von Wasserstoff und Derivaten betreffen, mit Ausnahme von Streitigkeiten nach dem LNG-Beschleunigungsgesetz“ zugewiesen sind. Dieterich trat am 31. Juli 2025 in den Ruhestand.